# Onthophagus marginatus
Onthophagus marginatus är en skalbaggsart som beskrevs av François Louis Nompar de Caumont de Laporte 1840. Onthophagus marginatus ingår i släktet Onthophagus och familjen bladhorningar. Inga underarter finns listade i Catalogue of Life.